# 瑪婭·赫羅米克
瑪婭·赫羅米克（俄語：Майя Владиславовна Хромых，2006年5月25日—）是俄罗斯女子花样滑冰运动员。她是2019年JGP法國銅牌獲得者。2020年，她參加了世界青年花式滑冰錦標賽，結果獲得女子單人滑第4名。2021年轉成人組後在大獎賽義大利站獲得銀牌。